# Ammospermophilus
Ammospermophiles, Écureuils-Antilopes
Genre
Ammospermophilus est un genre de petits rongeurs de la famille des sciuridae qui regroupe des espèces appelées ammospermophiles ou écureuils-antilopes. Ils ressemblent beaucoup aux tamias (ou « suisses » pour les canadiens francophones). Ils vivent dans le sud-ouest des États-Unis et le nord-ouest du Mexique dans les terrains de désert à végétation clairsemée.

## Étymologie
Ammospermophilus vient du grec ancien ἄμμος, ámmos, (« sable ») ; σπέρμα, spérma (« semence, graine ») et de φίλος, phílos (« ami, personne qui aime »).

## Caractères communs aux écureuils-antilopes

### Morphologie
Ces écureuils mesurent entre 14 et 17 centimètres de long, sans comprendre la queue de 6 à 10 centimètres. Ils pèsent seulement environ un quart de livre.
Le manteau de l'écureuil-antilope est gris rosâtre avec une raie blanche de chaque côté du corps. Cette raie s'arrête avant la tête. Il y a deux mues tous les ans : le manteau d'hiver a un sous-poil plus fin que le manteau d'été, qui a une sensation plus dure.
La femelle a dix mamelons[réf. nécessaire].

### Comportement
L'écureuil-antilope s'alimente de graines et d'insectes. Ce rongeur mène une existence principalement solitaire. Ce sont des animaux diurnes qui n'hibernent pas (quoiqu'ils soient moins actifs pendant l'hiver).
Comme d'autres écureuils, ce mammifère cache sa nourriture et creuse un nid (en tunnel) pour y dormir.

## Espèces
Selon ITIS (2 juin 2016), le genre se répartit selon les espèces suivantes :
- Ammospermophilus harrisii (Audubon et Bachman, 1854) :  écureuil-antilope d'Harris ;
- Ammospermophilus insularis (Nelson et Goldman, 1909) ;
- Ammospermophilus interpres (Merriam, 1890) : écureuil-antilope du Texas ;
- Ammospermophilus leucurus (Merriam, 1889) : écureuil-antilope à queue blanche;
- Ammospermophilus nelsoni (Merriam, 1893) : écureuil-antilope de San Joaquin.

## Chorologie

### Habitat
Ces écureuils se trouvent généralement dans les zones arbustives sèches du sud des États-Unis et du Mexique. Ces zones sont sableuses, avec des rocher, et permettent aux animaux de creuser des terriers, à la fois abris contre les prédateurs et contre la chaleur du jour . Les températures dans ces régions peuvent en effet dépasser 38 °C pendant la journée et nécessitent des adaptations spécifiques pour survivre. Pendant la nuit, les températures dans ces zones désertiques et sèches peuvent par contre plonger en dessous de zéro, ce qui exige d'autres  adaptations pour survivre. On les trouve principalement dans le Grand Canyon et autres parcs nationaux rocheux et arides.
Ces régions peuvent connaître de longues périodes de sécheresse. A. harrisii peut se passer de surface d'eau libres pour se procurer son eau, mais va boire à l'occasion dans des bassins ou des flaques.

## Les écureuils-antilopes et l'être humain
Cet écureuil terrestre son nom d'antilope à sa queue blanche et à sa façon de la lever quand il avertit ses congénères d'un danger imminent[réf. nécessaire].